# Billerud AB
Billerud AB är ett svenskt företag som producerar papper och förpackningsmaterial med huvudkontor i Solna. Företaget har nio produktionsanläggningar i Sverige, Finland och  USA och omkring 5900 anställda i över 13 länder.
Företaget förenklade sitt namn från BillerudKorsnäs till Billerud efter förvärvet av Verso under 2022, en amerikansk tillverkare av grafiskt papper.
Bolaget bildades i november 2012 genom fusion av Billerud AB och Korsnäs AB.

## Historik
Vid fusionen 2012 stod Billerud som formell köpare. Korsnäs ägare, Investment Kinnevik AB, erhöll en kontant summa på 3,2 miljarder SEK samt 25,1 % av rösterna i det nya bolaget och blev därmed den största ägaren i det sammanslagna Billerud Korsnäs. 
Bakom fusionen låg en ambition att bli en internationellt ledande förpackningstillverkare. I affären ingick också Kinneviks aktieinnehav på 75 % i det lettiska biobränsletillverkaren Latgran Biofuels AB och Korsnäs aktieinnehav på 5 % i Bergvik Skog AB.
Billeruds tillverkning i Sverige sker idag vid Gruvöns bruk, som etablerades 1931 av det gamla Billeruds AB, som fusionerades med Stora Kopparbergs Bergslags AB (nuvarande Stora Enso) 1984. Vid Skärblacka bruk, som tidigare har ägts av bland annat Fiskeby AB, och Karlsborgs bruk (tidigare Karlsborgs sulfatfabrik) nära Kalix som ingick i statliga AB Statens Skogsindustrier (ASSI). Men även vid Frövi bruk (tidigare Frövifors) och Gävle bruk, som tidigare ingått i Korsnäs AB.
Billerud köpte 2012 från UPM Kymmene papperstillverkningen dels i Jakobstads massa- och pappersbruk i Jakobstad, dels i Tervasaari pappersbruk i Valkeakoski. Tillverkningen i Valkeakoski lades ned och pappersmaskinen för MG-papper flyttades till Skärblacka bruk 2017.
I USA sker produktion vid tre anläggningar, Quinnesec Mill, Escanaba Mill och Wisconsin Rapids konverteringsanläggning – som tidigare ingått i Verso Corporation.

## Regioner och rörelsesegment
Billerud försäljning organiseras genom två regioner, Europa och Nordamerika.
- Europa, motsvarar 65 % av koncernens nettoomsättning år 2024. Produkter som avsalumassa, vätskekartong, förpackningskartong, fluting och liner, kraft- och säckpapper till segment inom industri, medicinsk utrustning och konsumentsektorn ingår i området.
- Nordamerika, motsvarar 28 % av koncernens nettoomsättningen år 2024. Produkter som grafiskt papper och specialpapper för tryckt kommunikation samt avsalumassa ingår i området.
- Övrigt, motsvarar 7 % av koncernens nettoomsättning år 2024.

## Anläggningar
| Bild                                | Bruk                        | Ort(er)                          | Antal anställda | Årlig produktionskapacitet                     | Produkter                                                        | Källa  |
| ----------------------------------- | --------------------------- | -------------------------------- | --------------- | ---------------------------------------------- | ---------------------------------------------------------------- | ------ |
|                                     | Gävle bruk                  | Gävle, Sverige                   | ~680            | 755 000 ton                                    | Liners, vätskekartong.                                           | [ 10 ] |
|                                     | Gruvöns bruk                | Grums, Sverige                   | ~730            | 870 000 ton                                    | Fluting, liners, vätskekartong.                                  | [ 11 ] |
|                                     | Frövi och Rockhammar bruk   | Frövi/Rockhammar, Sverige        | ~520            | 500 000 ton                                    | Förpacknings- och vätskekartong                                  | [ 12 ] |
|                                     | Skärblacka bruk             | Skärblacka, Sverige              | ~640            | 460 000 ton                                    | Avsalumassa, fluting, MG-papper, brunt säckpapper                | [ 13 ] |
|                                     | Karlsborg bruk              | Karlsborg, Kalix kommun, Sverige | ~370            | 335 000 ton                                    | Avsalumassa, formbart papper (FibreForm®), kraft- och säckpapper | [ 14 ] |
| Billerud Pietarsaari bruk i Finland | Pietarsaari mill            | Jakobstad, Finland               | ~100            | 200 000 ton                                    | Kraft- och säckpapper och formbart papper (FibreForm®)           | [ 15 ] |
| Billeruds Escanaba bruk i Michigan  | Escanaba Mill               | Escanaba, Michigan, USA          | ~770            | 660 000 ton                                    | Grafiskt papper och specialpapper                                | [ 16 ] |
|                                     | Quinnesec Mill              | Quinnesec, Michigan, USA         | ~430            | 430 000 ton papper och 210 000 ton avsalumassa | Grafiskt papper, specialpapper och kortfibrigt sulfatmassa       | [ 17 ] |
|                                     | Wisconsin Rapids Paper Mill | Wisconsin Rapids, Wisconsin, USA | ~110            |                                                | Ark                                                              | [ 18 ] |
| Totalt:                             | Totalt:                     | Totalt:                          | ~4 350          | 4 210 000 ton                                  |                                                                  |        |

## Företagsledning

### Styrelseordförande
- Hannu Ryöppönen, 2012–2014
- Lennart Holm, 2014–2019
- Jan Åström 2019–2021
- Jan Svensson 2021–

### Verkställande direktörer
- Per Lindberg, 2012–2017
- Petra Einarsson, 2018–2019
- Lennart Holm, 2019–2020 (t.f.)
- Christoph Michalski, 2020–2023
- Ivar Vatne, 2023–

## Ägare
Största aktieägare är AMF Pension & Funds med 15,62 procent av rösterna samt Frapag Beteiligungsholding AG med 12,06 procent (per 31 dec 2024).